# Krauss-Maffei ML 440 C
Der Typ ML 440 C von Krauss-Maffei ist eine normalspurige Werksbahn- und Rangierlokomotive mit dieselhydraulischem Antrieb, 440 PS (324 kW) und drei Achsen (Achsfolge C). Sie wurde Anfang der 1950er Jahre entwickelt.

## Geschichte
Die Lokomotiven des Typs ML 400 C hatten – wie die konstruktiv ähnlich aufgebaute Wehrmachtslokomotive WR 360 C 14 (bekannt als V 36) – ein Endführerhaus. Bei der ML 440 C war das Führerhaus dagegen mehr in Richtung Fahrzeugmitte verschoben und etwas erhöht angeordnet, so dass sich wesentlich bessere Sichtverhältnisse ergaben. Etwa ab der 10. Lokomotive wurde zusätzlich der Vorbau stark abgeschrägt, was den Lokomotiven ein charakteristisches Aussehen gibt.
Die Achsen werden über eine an einem Fahrzeugende angeordnete Blindwelle über Kuppelstangen angetrieben. Der Achsstand beträgt nur 3 m; die Lokomotiven können deshalb sehr enge Gleisbögen bis 50 m Radius befahren, was sie besonders für Industriebahnen geeignet macht. Bemerkenswert ist, dass der Raddurchmesser der Lokomotiven das alte „bayerische“ Maß von 1.006 mm Durchmesser aufweist, das auch die Treibräder vieler Lokalbahn-Dampflokomotiven der Bayerischen Staatseisenbahn hatten.
Unter anderem wurden Lokomotiven des Typs ML 440 C von der Augsburger Localbahn (Loks Nr. 21 bis 26) und von der Obersten Baubehörde München für die Hafenbahnen in Regensburg und Aschaffenburg verwendet (V 40-1 bis V 40-7). Auch die Bundeswehr beschaffte 1957 ein Exemplar (Fabriknummer 18334). Diese Lokomotive steht heute als Exponat im Erlebnisbahnhof Westerwald in Westerburg. Insgesamt wurden etwa 60 Lokomotiven gebaut.
Die meisten ML 440 C sind ausgemustert; die Augsburger Localbahn setzt jedoch noch einen Teil ihrer Lokomotiven ein. Diese sind seit den 1980er Jahren mit Funkfernsteuerung ausgerüstet. Auch die AlzChem in Unterneukirchen setzt diese Lokomotiven noch ein.
Ähnliche Typen sind die ML 500 C, im Gegensatz zur ML 440 C mit einem vorderen Umlauf, und die ML 550 D mit vier Achsen.
Vergleichbare Typen anderer Hersteller mit demselben Motor und Getriebe waren Jung R 42 C und Henschel DH 440, ihrerseits ebenfalls von der WR 360 C 14 abgeleitet.